# Artamus
Genre
Artamus est un genre de passereaux nommés langrayens, au plumage généralement sombre, vivant en Inde, Asie du sud-est, Australie et dans certaines îles du Pacifique ouest.

## Liste des espèces
D'après la classification de référence (version 5.2, 2015) du Congrès ornithologique international (ordre phylogénique) :
- Artamus fuscus – Langrayen brun
- Artamus leucorynchus – Langrayen à ventre blanc
- Artamus mentalis – Langrayen des Fidji
- Artamus monachus – Langrayen à tête noire
- Artamus maximus – Grand Langrayen
- Artamus insignis – Langrayen des Bismarck
- Artamus personatus – Langrayen masqué
- Artamus superciliosus – Langrayen bridé
- Artamus cinereus – Langrayen gris
- Artamus cyanopterus – Langrayen sordide
- Artamus minor – Petit Langrayen